# Dominique Bathenay
Dominique Bathenay (Pont-d'Ain, 13 febbraio 1954) è un allenatore di calcio ed ex calciatore francese, di ruolo centrocampista.

## Carriera

### Giocatore
Iniziò la propria carriera di calciatore professionista nel 1971, venendo ingaggiato dal Saint-Étienne, con il quale giocò sette anni, vincendo tre campionati e tre Coppe di Francia.
Dopo essere stato ceduto al Paris Saint-Germain nel 1978, dove restò fino al 1985, nel 1987 concluse l'attività di calciatore dopo un'ultima stagione nel Sète.

### Allenatore
Immediatamente dopo l'addio al calcio giocato intraprese la carriera di allenatore. Dopo avere condotto le nazionali di calcio delle Seychelles e degli Emirati Arabi Uniti insieme a Bruno Metsu, dal 2006 al 2008 ha guidato la nazionale del Qatar.

## Palmarès

### Giocatore

#### Club
- Campionato francese: 3

Saint-Étienne: 1973-1974, 1974-1975, 1975-1976
- Coppa di Francia: 5

Saint-Étienne: 1973-1974, 1974-1975, 1976-1977
Paris Saint-Germain: 1981-1982, 1982-1983